# Schneller Graben

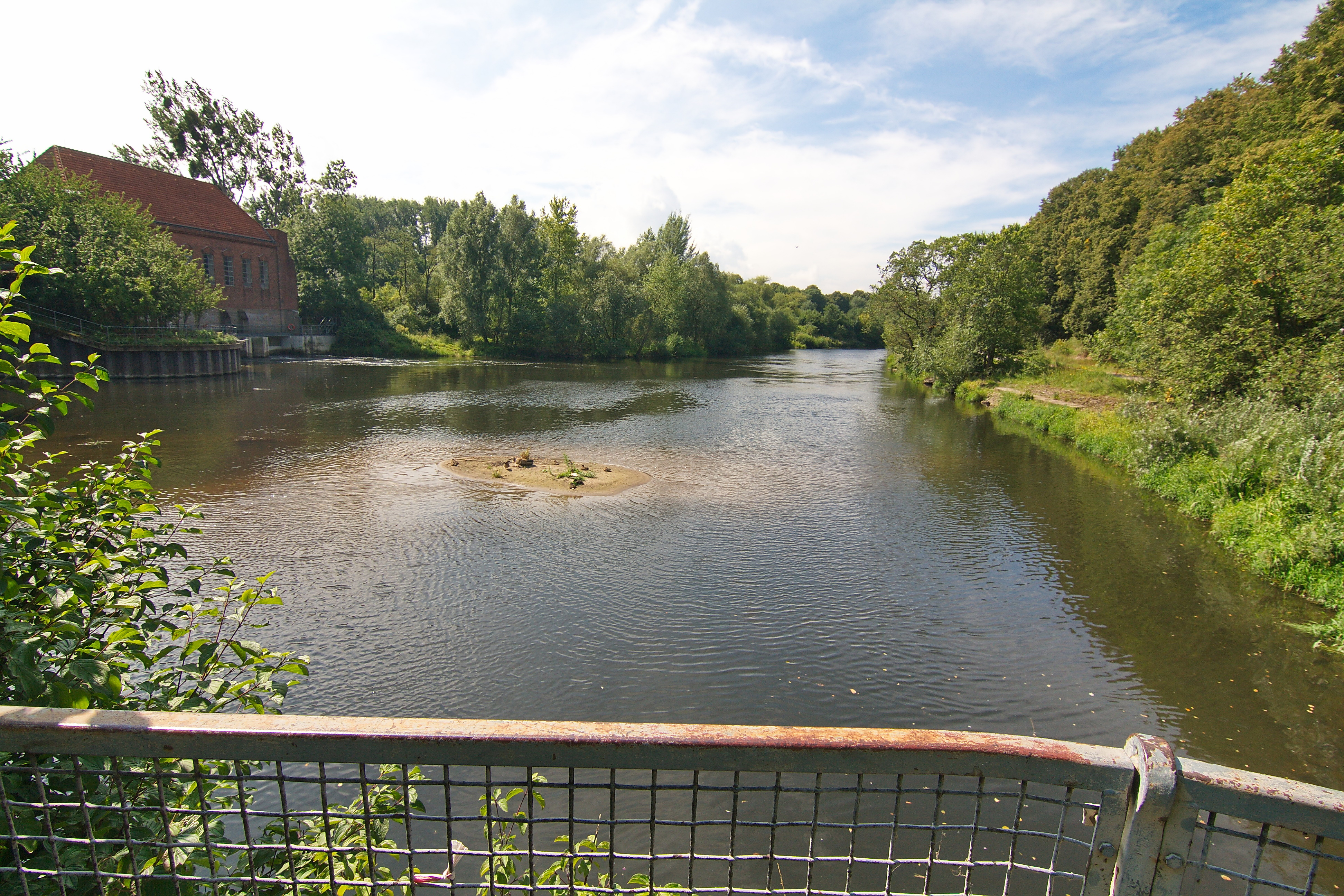
Blick auf den Schnellen Graben

Der Schnelle Graben ist ein rund 600 Meter langes, künstlich angelegtes Fließgewässer in Hannover, das mit bis zu 20 m Breite weitaus breitere Ausmaße als ein Graben hat. Die schon 1449 erstmals erwähnte Baumaßnahme ist die älteste bekannte Arbeit zur Abwehr von Hochwasser in Hannover.

## Lage
Der Schnelle Graben bildet die Grenze zwischen den Stadtteilen Ricklingen und Calenberger Neustadt. Im Norden befindet sich der Sportpark mit der HDI-Arena, im Süden das Naherholungs- und Landschaftsschutzgebiet der Ricklinger Masch.

## Beschreibung

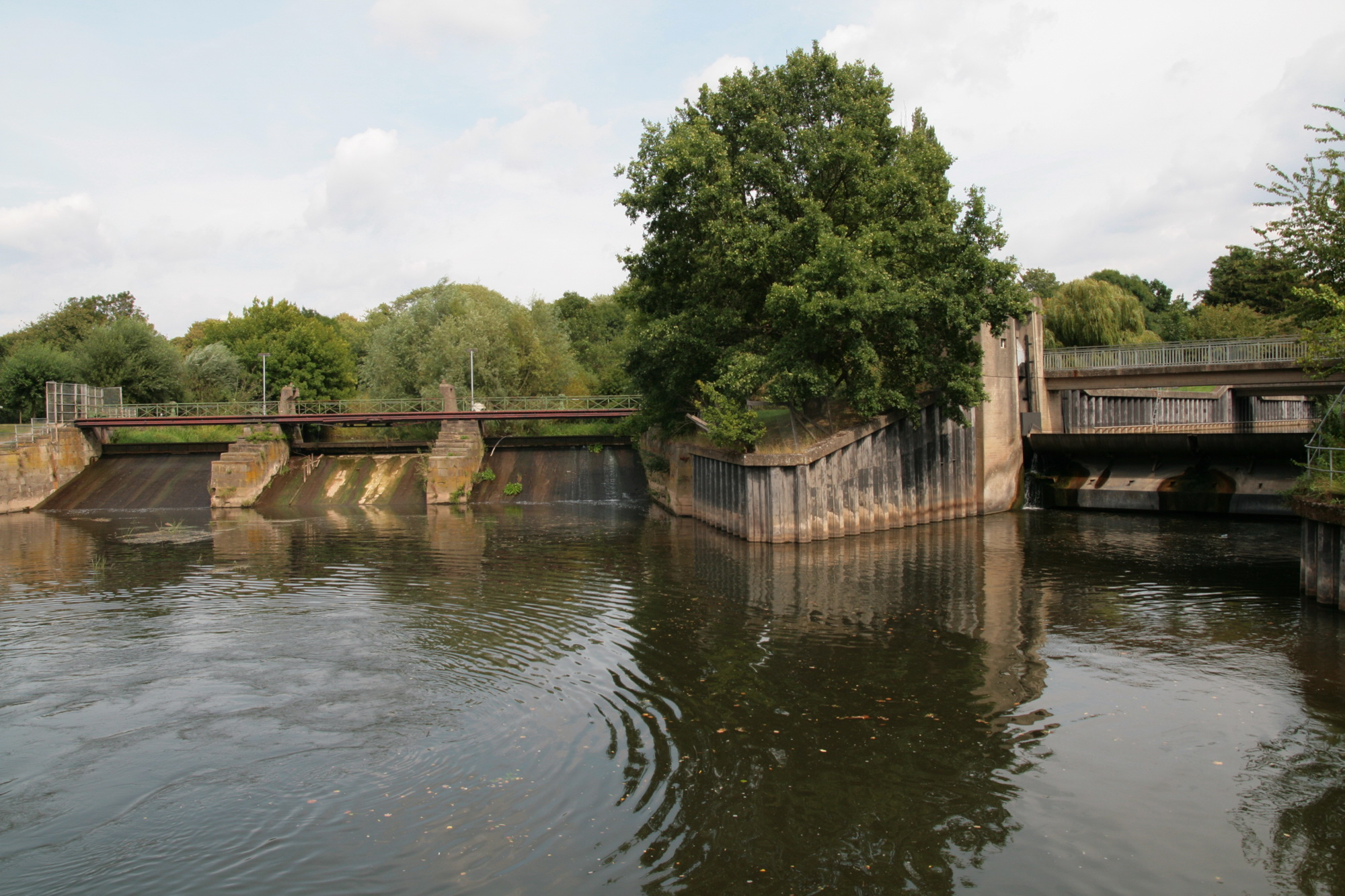
Das Wehr regelt das Leinewasser

Wassertechnisch gesehen handelt es sich beim Schnellen Graben um ein Vorflutergewässer (auch Vorfluter). Er leitet große Mengen des Leinewassers in die 3,60 Meter tiefer fließende, dort dann breit ausgebaute Ihme. Der Schnelle Graben trägt dadurch zum Hochwasserschutz bei; bei Hochwasser leitet er rund 90 Prozent der Wassermassen vor der Innenstadt Hannovers in die Ihme um.
Vom Unterwasser des Wehres (Leine-km 16,75) bis zur Einmündung in die Ihme (km 17,31) ist der Schnelle Graben mit 560 m Länge eine sonstige Binnenwasserstraße des Bundes, für die das Wasserstraßen- und Schifffahrtsamt Braunschweig zuständig ist.

## Geschichte

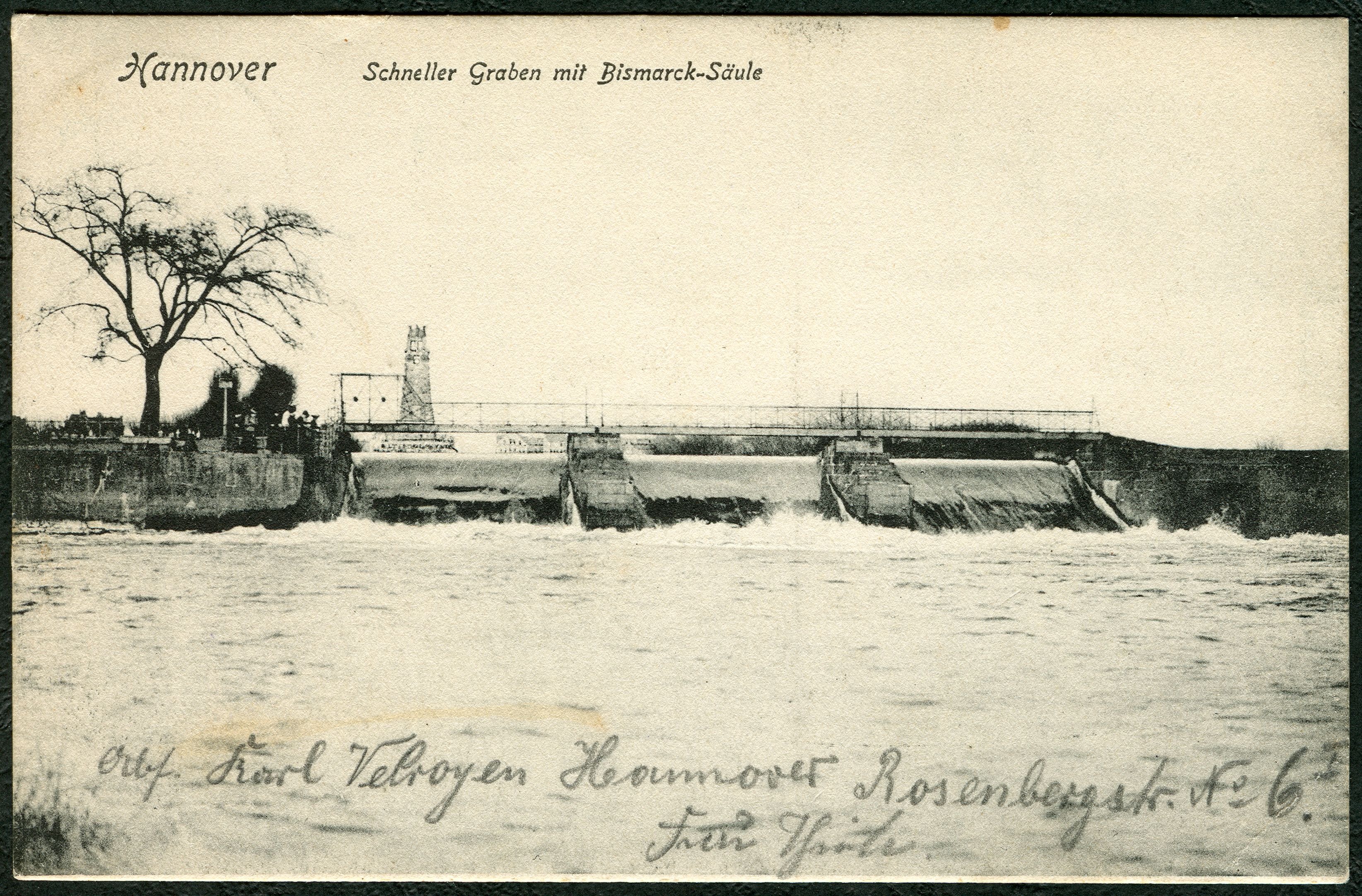
„Schneller Graben mit Bismarcksäule“, um 1905

Bereits 1449 wurde der Schnelle Graben als Snellegrave urkundlich erwähnt. Er sollte schon damals die Stadt vor Überschwemmungen schützen und die städtischen Mühlen mit Energie versorgen.
1647 ordnete Herzog Christian Ludwig einen Durchbruch von der Leine zur Ihme an. 1651 wurde diese Verbindung erneuert.
Nach häufigen Beschädigungen wurde das Wehr im Jahre 1671 von der Stadt erstmals neu gebaut. Nachdem in den 1730er Jahren das Wehr schwere Schäden erlitt, wurde die Anlage in der heutigen Form von 1742 bis 1745 neu gebaut. Es war mit Gesamtkosten von 51.000 Talern das teuerste Bauwerk, das die Stadt Hannover bis dahin ausgeführt hatte, und belastete die Stadtkasse mehr als zehn Jahre. An diesem Bauwerk schuf der Bildhauer Johann Friedrich Blasius Ziesenis einen Stein mit Kleeblattwappen.

## Wasserkraftwerk

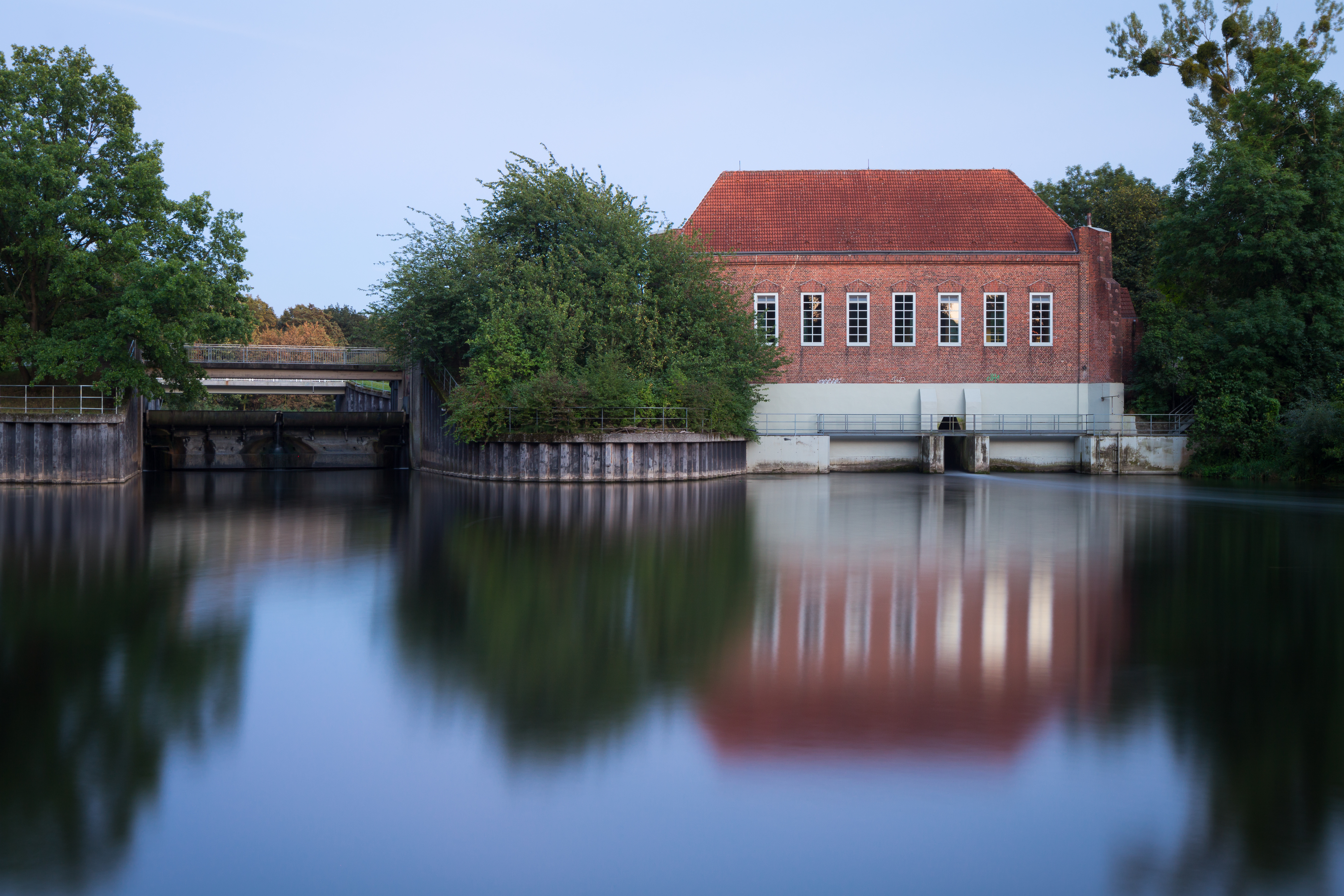
Wasserkraftwerk am Schnellen Graben

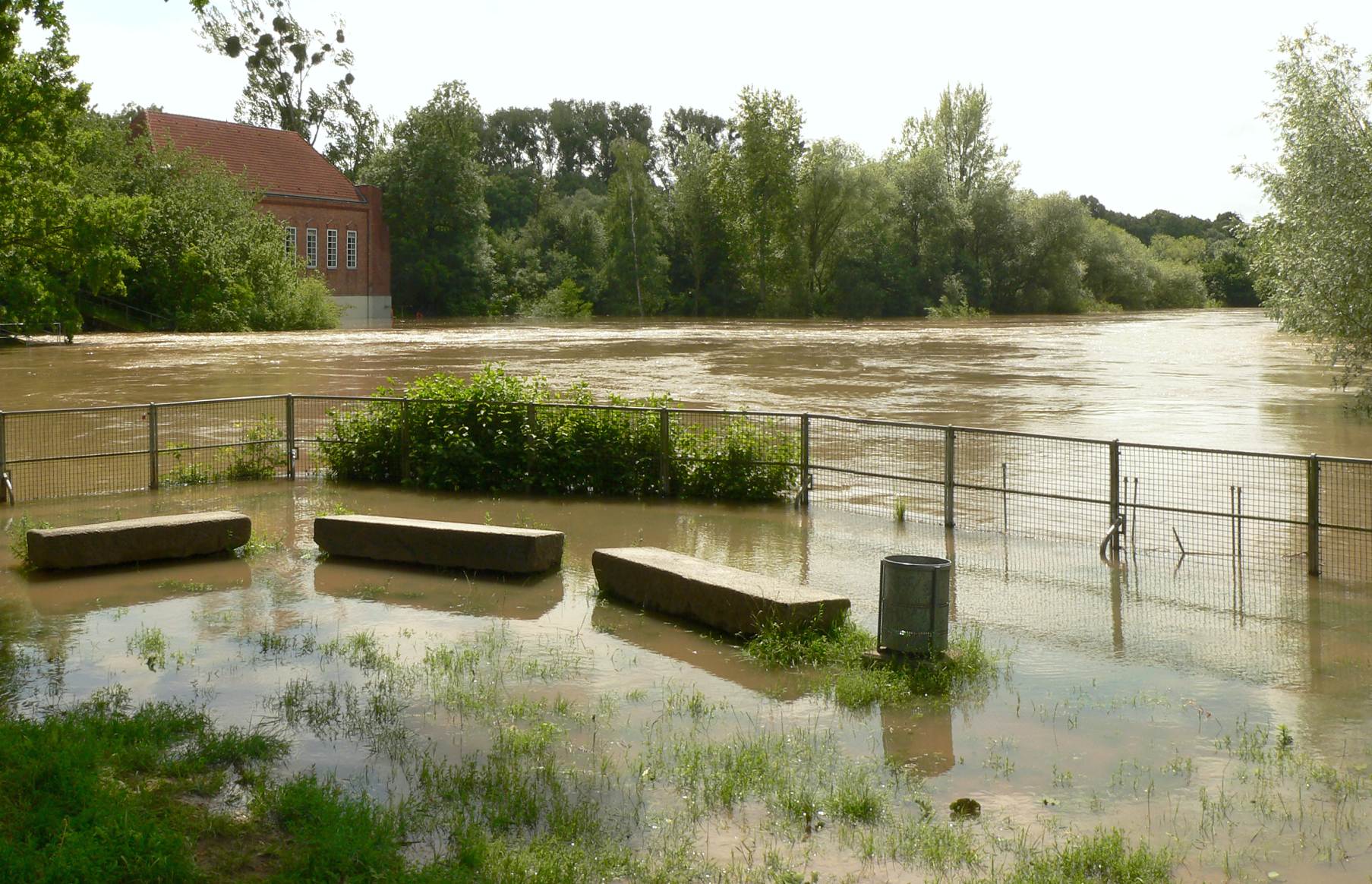
Überflutung am Wasserkraftwerk beim Hochwasser im Harz und Harzvorland, 2017

Nach einer schon 1885 aufgetauchten Idee für ein Wasserkraftwerk ging dieses am linken Ufer des Schnellen Grabens 1922 in Betrieb. Es war ursprünglich hauptsächlich zur Versorgung des in der Nähe befindlichen Wasserwerks Ricklingen bestimmt, allerdings wurde schon damals die überschüssige Energie in das städtische Stromnetz eingespeist.
Die beiden Francis-Schacht-Turbinen des Werks erzeugen – bei einer durchschnittlichen Fallhöhe des Wassers von 2,77 Metern – jährlich rund 3,1 Millionen kWh elektrische Energie, die in das Netz der Stadtwerke Hannover eingespeist wird (Stand 2009). Mit dieser regenerativen Energie können rund 1.400 Haushalte mit einem Verbrauch von jeweils 2.200 kWh versorgt werden. Das Wasserkraftwerk wird von der Leitwarte des Kraftwerks Herrenhausen aus gesteuert.